# Elaphoglossum pilosius
Elaphoglossum pilosius är en träjonväxtart som beskrevs av John T. Mickel. Elaphoglossum pilosius ingår i släktet Elaphoglossum och familjen Dryopteridaceae. Inga underarter finns listade.